# رضاآباد میان ولان
قلا ذراتی
رضاآباد میان ولان، روستایی از توابع بخش مرکزی شهرستان سلسله در استان لرستان ایران است. که به وسیله اخوان (زنده یاد صید رضا ، زنده یاد حاج صید طلا، زنده یاد میر رضا) (فولادوند)در سال 1325 بنیان نهاده شد.
اخوان مذکور فرزندان آقامیرزا زینی وند فرزند پاپی فرزند کمال فرزند هواسعلی فرزند زکی فرزند هواتعلی فرزند شادلی فرزند زینی( زین العابدین ) فرزند میر محمد ( به اشتباه دریک) فرزند اسماعیل فرزند میر احمد ( دریک ) فرزند شاهوردی خان اتابک می باشند .

## جمعیت
این روستا در دهستان دوآب قرار دارد و براساس سرشماری مرکز آمار ایران در سال ۱۳۸۵، جمعیت آن ۲۸ نفر (۵خانوار) بوده‌است.